# Vélie-Nikólskoie
Vélie-Nikólskoie (en rus: Велье-Никольское) és un poble de l'óblast de Tula, a Rússia, segons el cens del 2010 tenia 571 habitants.